# Quadricalcarifera chloriolus
Quadricalcarifera chloriolus är en fjärilsart som beskrevs av James John Joicey och Talbot 1917. Quadricalcarifera chloriolus ingår i släktet Quadricalcarifera och familjen tandspinnare. Inga underarter finns listade.